# Hippodrome de la Ribère

L'hippodrome de la Ribère est un hippodrome français situé sur la commune d'Auch dans le département du Gers.

## Histoire
Le Pari Mutuel y organise des réunions hippiques tous les ans.

## Infrastructures
Il est constitué :
- d'une piste de plat en herbe (corde à droite) pour le galop, d'une longueur de 1 125 m et d'une largeur 16 m (cat. 3)
- d'une piste de sable pour le trot, d'une longueur de 1 050 m, et largeur 20 m (cat. 1) ; piste homologuée (avec départs élastiques et autostart)[1]

La longueur de la ligne d'arrivée est de 220 m.